# Simfonia núm. 6 (Milhaud)
La Simfonia núm. 6, op. 343, és una obra per a orquestra del compositor francès Darius Milhaud. Va ser escrita el 1955 a petició de Charles Munch, amb motiu del setanta-cinquè aniversari de l'Orquestra Simfònica de Boston, que la va estrenar el 7 d’octubre de 1955 sota la direcció del mateix compositor. Aquesta obra no s'ha de confondre amb la Simfonia de cambra núm. 6, op. 79 (1923) de Milhaud.
La Sisena Simfonia de Milhaud té quatre moviments i una durada total d'uns 30 minuts. Els títols dels moviments, tan descriptius del seu caràcter com del tempo, són els següents:
1. Calme et tendre (aprox. 9')
2. Tumultueux (aprox. 6')
3. Lent et doux (aprox. 8'45")
4. Joyeux et robuste (aprox. 6'30")

Aquesta simfonia està publicada per Heugel &amp; Cie.